# Буровица
Буровица е река в Южна България, в планината Славянка (Алиботуш), Благоевград, община Хаджидимово, част от водосборния басейн на река Места. Дължината ѝ е 13 km.
Реката извира в Славянка под името Хамбарица, като отводнява северните и източните склонове на връх Койнар, северните склонове на връх Огледалото и рида Беглика. Наклонът на реката е 63%. Площта на басейна на реката е 56 km2, а средната надморска височина е около 900 m. Влива се отдясно в река Мътница на 626 m н. в. при разклона на пътя за селата Гайтаниново и Тешово. 
Реката се подхранва дъждовно и има зимно-пролетно пълноводие. Средногодишният отток при устието е 0,6 m3/s.
Горната част на долината е формирана в гранити, средната в мрамори, където е типично ждрело, а долната в неогенски наслаги.
Високите планински части са обрасли с иглолистни гори – мура и бор, а ниските – със смесени – бор, бук, леска.

## Водосборен басейн
→ ляв приток, ← десен приток
- ← Стъргачка река
- → Гайтаниновска река